# Lognes
Lognes település Franciaországban, Seine-et-Marne megyében. Lakosainak száma 14 678 fő (2022. január 1.). Lognes Noisiel, Torcy, Croissy-Beaubourg és Émerainville községekkel határos.

## Népesség
A település népességének változása:
| Lakosok száma | 95   | 101  | 158  | 217  | 345  | 292  | 248  | 14 614 | 14 000 | 14 678 |
|               | 1793 | 1836 | 1861 | 1881 | 1906 | 1936 | 1975 | 2006   | 2017   | 2022   |